# Berezyna (przystanek kolejowy)
Berezyna (biał. Беразіна, ros. Березина) – przystanek kolejowy w miejscowości Borysów, w rejonie borysowskim, w obwodzie mińskim, na Białorusi. Leży na linii Moskwa - Mińsk - Brześć. Nazwa pochodzi od pobliskiej rzeki Berezyny.